# هجرت دوراب (بهمئي غرمسيري الشمالي)
هجرت دوراب (بالفارسية: هجرت دوراب) هي قرية تقع في إيران في قسم بهمئي غرمسیري الشمالي الريفي. يقدر عدد سكانها بـ 49 نسمة .